# Parakapala reflexa
Parakapala reflexa är en stekelart som först beskrevs av Walker 1862.  Parakapala reflexa ingår i släktet Parakapala och familjen Eucharitidae. Inga underarter finns listade i Catalogue of Life.